# St. Patricius (Eitorf)

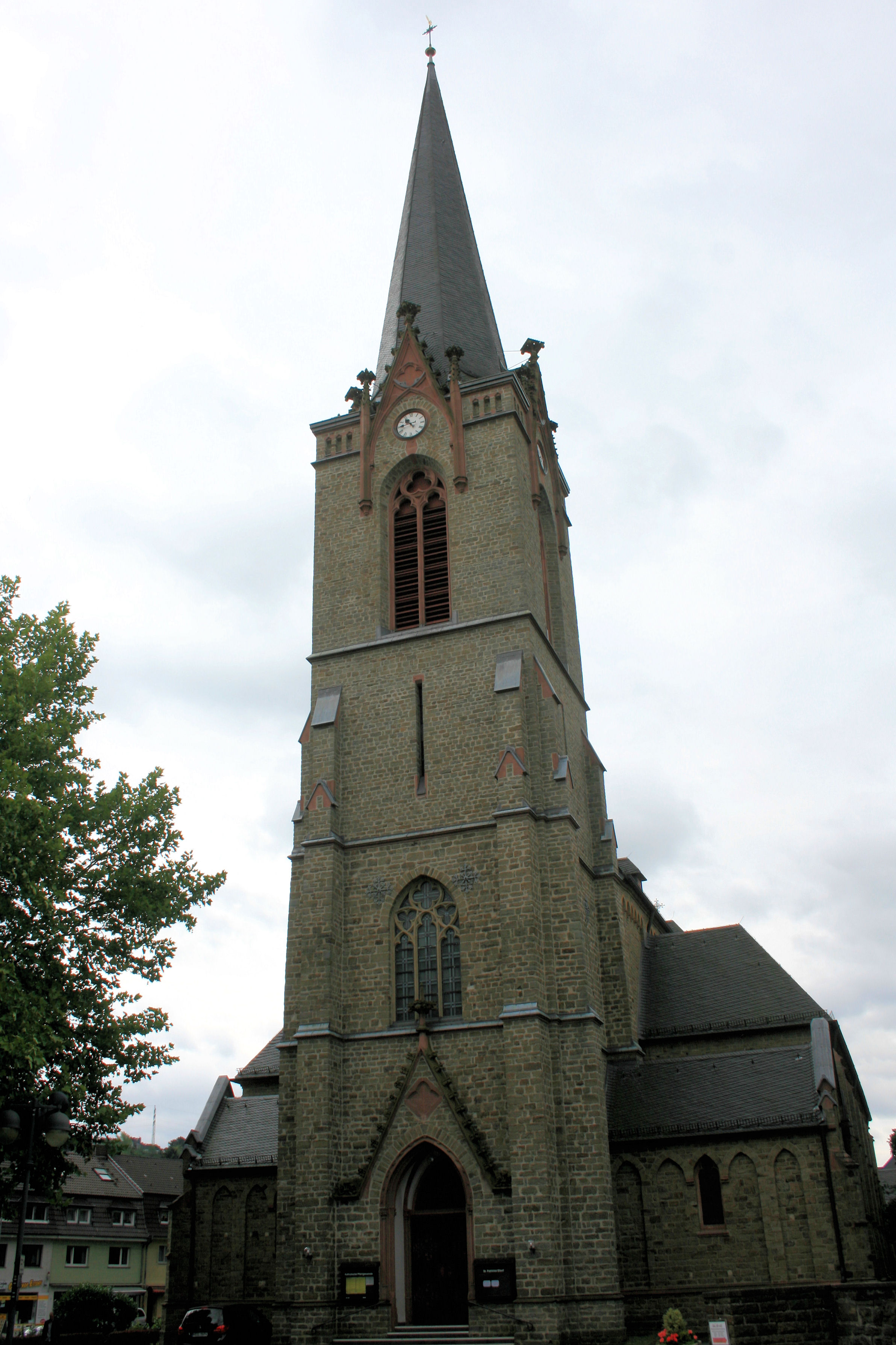
Pfarrkirche St. Patricius

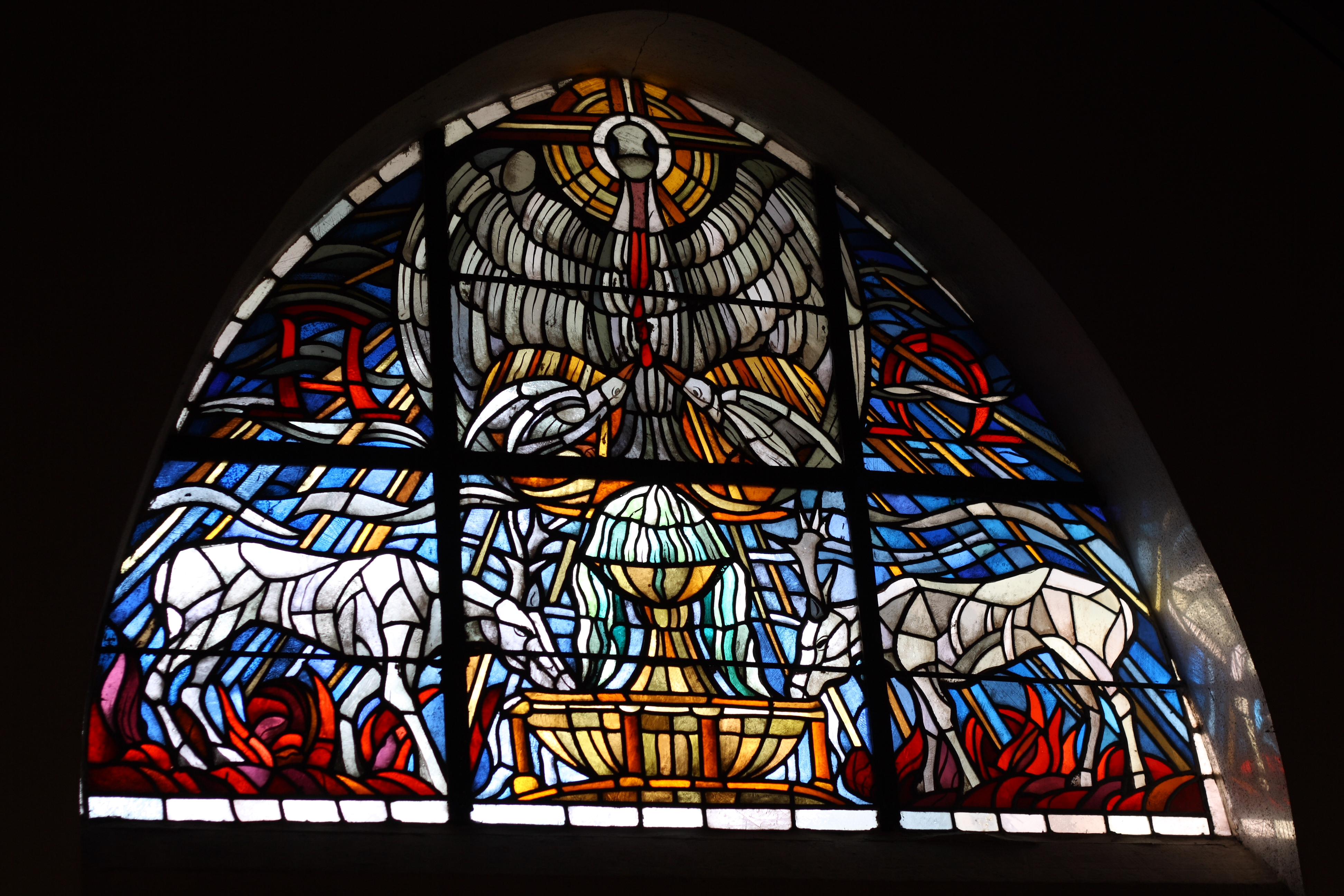
Kirchenfenster

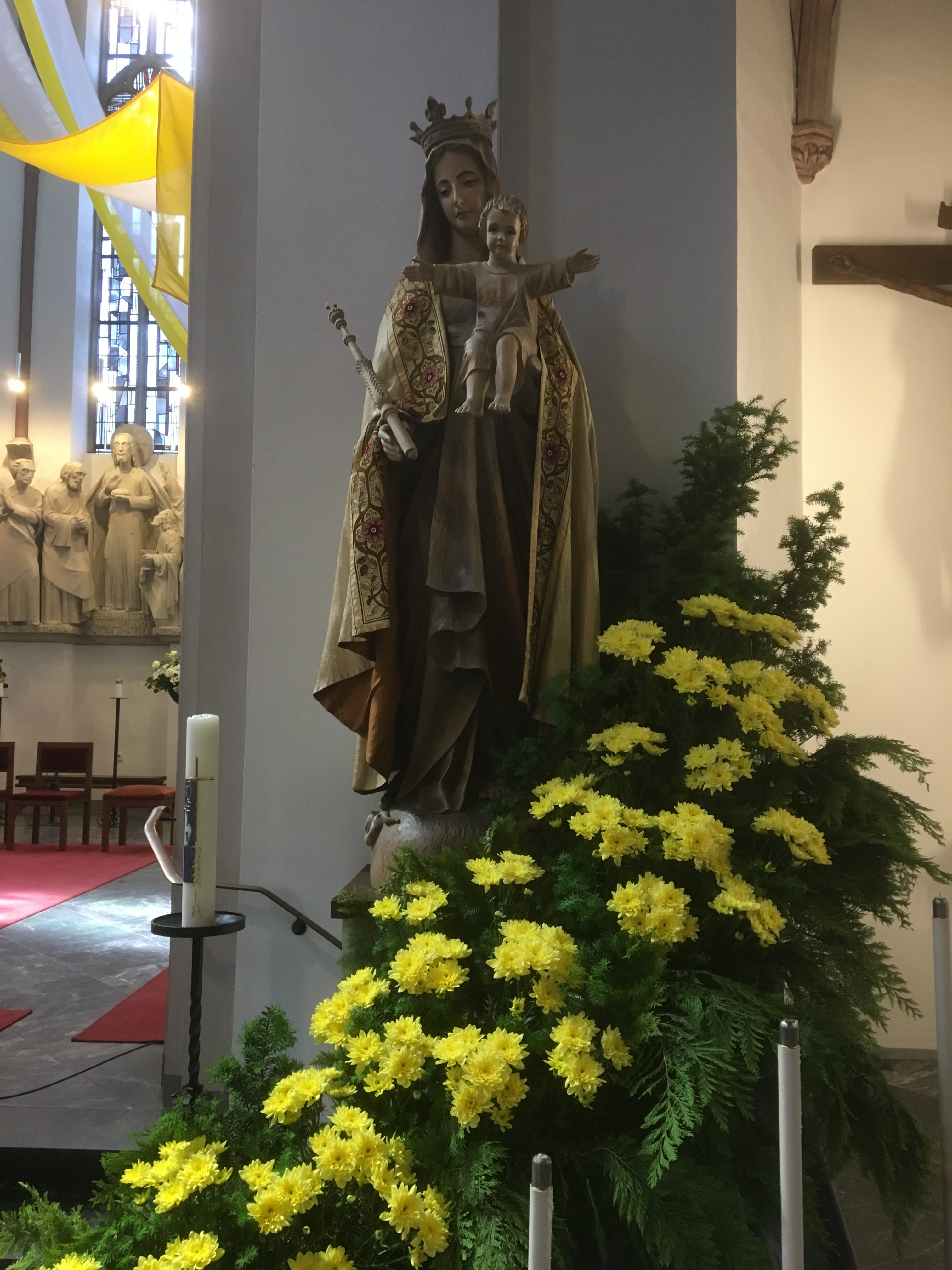
Marienmadonna vor dem Altarraum

Die römisch-katholische Pfarrkirche St. Patricius ist ein denkmalgeschütztes Kirchengebäude in Eitorf, einer Gemeinde im Rhein-Sieg-Kreis (Nordrhein-Westfalen). Die Pfarrei St. Patricius ist dem Patrozinium des heiligen Patrick von Irland unterstellt und gehört zum Erzbistum Köln.

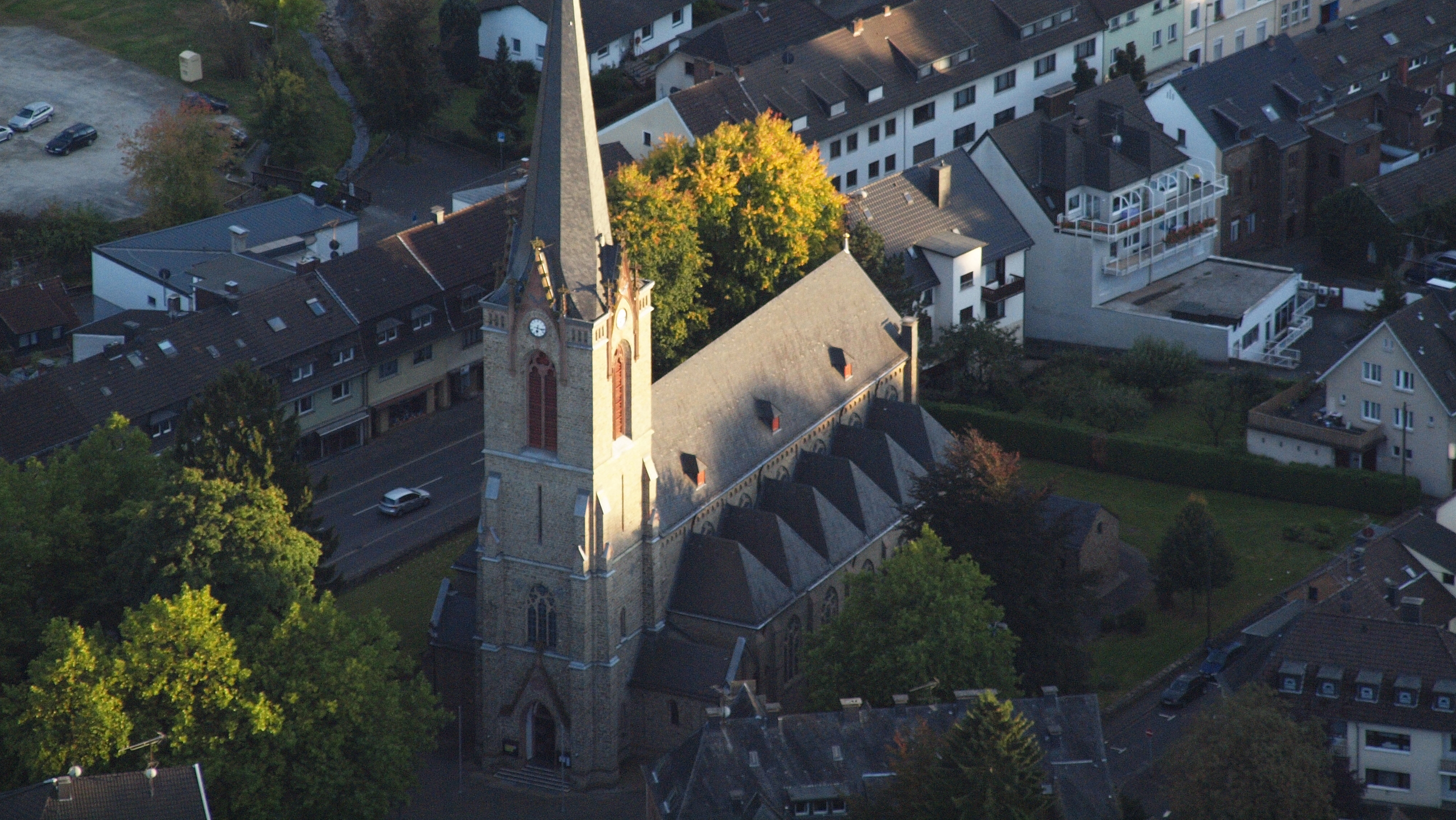
Eitorf, St. Patricius

## Geschichte und Architektur
Eine Vorgängerkirche, die Alte Kirche, wohl vom 12. Jahrhundert, ist nachgewiesen. Die heutige dreischiffige, neugotische Bruchsteinbasilika wurde von 1882 bis 1884 nach Plänen von August Carl Lange errichtet. Der vorgesetzte Turm wurde 1902 gebaut.

## Ausstattung
- Der büttenförmige Taufstein vom 12. Jahrhundert aus Andesit stammt aus der abgebrochenen Vorgängerkirche. Der Sockel wurde 1950 zugefügt.
- Das hölzerne Kruzifix vom Anfang des 16. Jahrhunderts ist Meister Tilman zugeschrieben. Die Fassung ist nicht erhalten.
- Der Kreuzweg von 1891 ist ein Werk von Angelo Vendt aus Aachen.
- Die Fenster im Chorraum wurden im Krieg völlig zerstört und zwischen 1954 und 1956 ersetzt. Die Seitenschifffenster sind ein Werk von Hans Zepter aus Köln. Sie stellen volkstümliche Heilige dar.
- Die fast lebensgroßen Apostelfiguren im erhöhten Chorraum wurden 1946 bis 1948 vom Kölner Künstler Eduard Schmitz gefertigt.
- Altar und Ambo fertigte der Eitorfer Künstler Rolf Schreuer im Jahre 1973.
- Eine Pieta-Darstellung schmückt die Kerzenkapelle.
- Zum 70. Jahrestag des Kriegsendes wurde 2015 eine Trauerkapelle für die Kriegsopfer in einem kleinen Raum im Seitenschiff eingerichtet.

## Seelsorger ab 1913
- Pfarrer Gerhard Lapp (1913–1937)
- Pfarrer Albert Nathan (1937–1939)
- Pfarrer Johannes Arets (1939–1954)
- Dechant Pfarrer Hermann-Josef Pazen (1954–1980)
- Pfarrer Karl Kabus (1981–1996)
- Pfarrer Alexander Lubomierski (1996–2008)
- Pfarrer Pater Jan Rodzinka CSMA (2008–2010)
- Pfarrer Pater Johannes Mikrut CSMA (seit 2010)
  - Pfarrvikar Pater Leszek Kunc CSMA (seit 2010)
  - Subsidiar Pater Gottfried Niemczyk CSMA (seit 2010)
  - Subsidiar Diakon Horst Geuß (bis 2024)

## Glocken
Im Turm der St.-Patricius-Kirche hängen 5 Glocken mit dem Geläutemotiv Salve Regina:
| Nr. | Name          | Ø (mm) | Masse (kg) | Nominal (HT-1/16) | Gussjahr | Glockengießer                                      |
| 1   | Hl. Patricius | 1268   | 1200       | es1 –8            | 1631     | Claudius Michelin u. Johannes Vaillant, Lothringen |
| 2   | Hl. Petrus    | 1054   | 750        | g1 –1             | 1926     | Glockengießerei Otto, Bremen-Hemelingen            |
| 3   | Hl. Johannes  | 978    | 550        | as1 –4            | 1956     | Feldmann & Marschel, Münster                       |
| 4   | Hl. Borromäus | 864    | 380        | b1 –5             | 1956     | Feldmann & Marschel, Münster                       |
| 5   | Hl. Joseph    | 767    | 270        | c2 –5             | 1956     | Feldmann & Marschel, Münster                       |

Von der Patriciusglocke berichtet Paul Sartori: Es heißt, „Napoleon I. habe sie geraubt und wegführen lassen; bei ihrem letzten Läuten habe man die Worte verstehen können: `Ich gebe keinen Klang mehr ab, bis ich wieder in geführt in mein Patrizierland.´ Sie ist ... später wieder nach Eitorf gekommen und wird heute noch geläutet.“
Vor der OTTO-Glocke von 1926 hatte die Glockengießerei Otto in Hemelingen bei Bremen schon eine Glocke gegossen mit dem Ton: f‘, einem Durchmesser von 1200 mm und einem Gewicht von 1000 kg. Die Glocke scheint nicht im Ersten Weltkrieg eingeschmolzen worden zu sein.

## Orgeln
Die große Orgel wurde 1934 von der Firma Klais gebaut. Die Pfeifen sind, bis auf die im Schwellwerk, sichtbar angeordnet und nicht durch ein Gehäuse verdeckt. Das Instrument wurde 1963 optisch und klanglich verändert. Die neuen Pfeifen des Pedals wurden in seitlichen Anbauten untergebracht. Es wurden neue Register eingebaut und vorhandene umgestellt, um den Klangcharakter mit weniger Grundtönigkeit und mehr Helligkeit in der Klangspitze vom romantischen zum neobarocken Klangbild zu verändern. 2011 wurde die Orgel reorganisiert, sie wurde gereinigt und komplett überholt.
| I Hauptwerk C–g3 |              |       |
| 1.               | Quintadena   | 16′   |
| 2.               | Principal    | 8′    |
| 3.               | Stillgedackt | 8′    |
| 4.               | Praestant    | 4′    |
| 5.               | Rohrflöte    | 4′    |
| 6.               | Schwegel     | 2′    |
| 7.               | Mixtur IV    | 1 ⁄3′ |
| 8.               | Trompete     | 8′    |

| II Schwellwerk C–g3 (g4) |                      |       |
| 9.                       | Offenflöte           | 8′    |
| 10.                      | Zartflöte            | 8′    |
| 11.                      | Schwebung            | 8′    |
| 12.                      | Principal            | 4′    |
| 13.                      | Querflöte            | 4′    |
| 14.                      | Waldflöte            | 2′    |
| 15.                      | Nasard               | 1 ⁄3′ |
| 16.                      | Progressio II-III    | 2 ⁄3′ |
| 17.                      | Trompette harmonique | 8′    |
| 18.                      | Schalmey-Oboe        | 8′    |
|                          | Tremolo              |       |

| III Positiv C–g3 |                  |        |
| 19.              | Gedacktpommer    | 8′     |
| 20.              | Spitzflöte       | 8′     |
| 21.              | Singendprincipal | 4′     |
| 22.              | Gemsquinte       | 2 ⁄3′  |
| 23.              | Flageolett       | 2′     |
| 24.              | Terz             | 1 3⁄5′ |
| 25.              | Nachthorn        | 1′     |
| 26.              | Scharff III-IV   | 1′     |
| 27.              | Krummhorn        | 8′     |
|                  | Tremolo          |        |

| Pedalwerk C–g1 |               |         |
| 28.            | Principalbass | 16′     |
| 29.            | Subbass       | 16′     |
| 30.            | Quintbass     | 10 2⁄3′ |
| 31.            | Octavbass     | 8′      |
| 32.            | Gedacktbass   | 8′      |
| 33.            | Choralbass    | 4′      |
| 34.            | Bassflöte     | 4′      |
| 35.            | Flachflöte    | 2′      |
| 36.            | Hintersatz IV | 2 ⁄3′   |
| 37.            | Posaune       | 16′     |
| 38.            | Trompete      | 8′      |
| 39.            | Trompete      | 4′      |

- Koppeln: II/I (auch als Sub- und Superoktavkoppeln), II/II (Sub- und Superoktavkoppeln), III/I (auch als Suboktavkoppel), III/II, I/P, II/P, III/P

Im linken Seitenschiff befinden sich eine Chororgel der Firma Ahlborn und eine Chortribüne.